# اپ استور
اپ استور (به انگلیسی: App Store) یک سکوی رایانش توزیع نرم‌افزار دیجیتال برای آی‌اواس است که توسعه و نگه‌داری آن توسط شرکت اپل انجام می‌شود. این سرویس به کاربران اجازه می‌دهد که نرم‌افزار مورد نظر را جستجو و بارگیری کنند. و برروی آیفون ها و آی‌پد قرار دارد
اپ‌ها می‌توانند در آیفون، آیپاد تاچ، آیپد، ساعت هوشمند اپل واچ و نسل چهارم اپل تی وی مورد استفاده قرار بگیرند.
اپ استور با ۵۰۰ اپلیکیشن اولیه در ۱۰ ژولای ۲۰۰۸ گشایش یافت.

## اپ های با بیشترین دانلود
| رتبه | 2019          |
| ---- | ------------- |
| 1    | یوتیوب        |
| 2    | اینستاگرام    |
| 3    | اسنپ چت       |
| 4    | تیکتاک        |
| 5    | مسنجر         |
| 6    | جیمیل         |
| 7    | نتفلیکس       |
| 8    | فیس بوک       |
| 9    | نقشه های گوگل |
| 10   | آمازون        |